# Aitor Osa
Aitor Osa Eizaguirre (født 9. september 1973 i Zestoa) er en tidligere spansk landevejscykelrytter. Han er storebror til Unai Osa. Han var involvereret Operación Puerto dopingsagen.